# HMS Avenger (F185)
La HMS Avenger (Pennant number F185), nona nave da guerra britannica a portare questo nome, era una fregata type 21 della Royal Navy, costruita dai cantieri Vosper Thornycroft di Southampton, varata il 20 novembre 1975 ed entrata in servizio il 15 aprile 1978. Partecipò alla guerra delle Falkland. La nave fu venduta al Pakistan il 23 settembre 1994 entrando in servizio con la Marina militare pakistana con il nome di Tippu Sultan.

## Storia

### Servizio nella Royal Navy
Su questa nave vennero montati i lanciamissili Exocet in posizione B, dietro il cannone a prua.
Il 25 maggio 1982, mentre l'Antelope si trovava all'imbocco della baia di San Carlos in missione di protezione antiaerea di una testa di ponte sbarcata il 21, fu attaccata dagli Skyhawk della Fuerza Aérea Argentina.
Dopo mezzogiorno arrivarono nella baia di San Carlos quattro aerei d'attacco A-4 Skyhawk decollati da San Julian alle ore 11:30; la sezione Toro, guidata dal capitano Jorge García, si trovò di fronte a una violenta reazione antiaerea da parte delle navi britanniche. L'aereo del tenente Ricardo Lucero venne colpito da un missile Sea Cat lanciato dalla fregata Yarmouth, il pilota dovette lanciarsi e venne prese prigioniero dalla nave britannica Fearless; nel frattempo gli altri tre Skyhawk sganciarono le loro bombe contro la Avenger che da pochi giorni aveva raggiunto le acque della baia. La nave britannica subì qualche lieve danno, ma nella fase di disimpegno l'aereo del capitano García venne colpito da un missile Sea Dart lanciato dal cacciatorpediniere Coventry, il velivolo fu abbattuto e l'ufficiale argentino rimase ucciso. I due aerei superstiti della sezione Toro riuscirono, nonostante problemi di carburante, a rientrare alla loro base alle ore 14:30.
La nave riuscì nel prosieguo della campagna, almeno secondo i britannici, ad abbattere col cannone un missile Exocet aviolanciato. Dei suoi sommozzatori recuperarono anche un cannone Oerlikon da 20mm dal relitto della fregata Antelope affondata alcuni giorni prima e lo montarono sulla nave per aumentarne le capacità antiaeree. Durante una missione di appoggio di fuoco a terra un suo proiettile colpì una casa civile, uccidendo tre donne, che furono le uniche vittime civili della campagna.

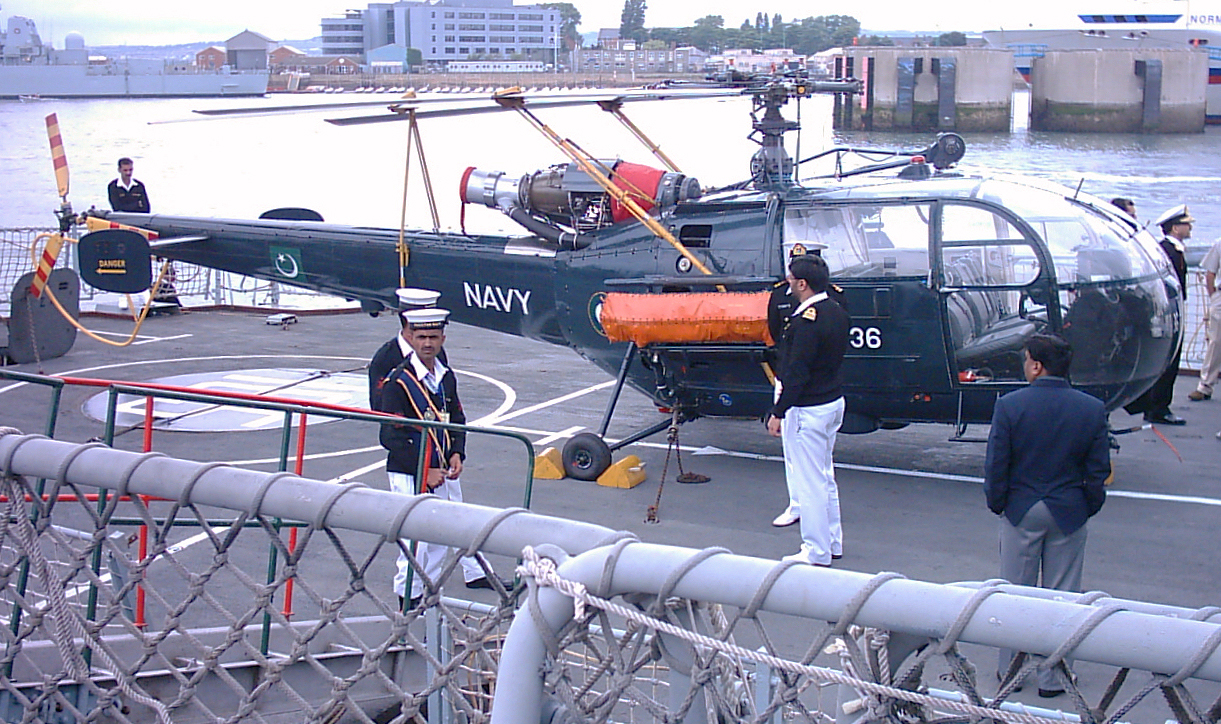
Un Alouette III della Pakistan Naval Air Arm a bordo della Tippu Sultan a Portsmouth nel 2005

### Servizio nella Marina militare del Pakistan
La Avenger venne venduta al Pakistan il 23 settembre 1994, dove venne raddobbata e rinominata Tippu Sultan. È la terza nave a portare questo nome ed è rimasta in servizio attivo con la Pakistan Navy come parte del 25th Destroyer Squadron fino al 27 aprile 2020, quando fu utilizzata come bersaglio e affondata.